# Алан Вілсон (музикант)
Алан Крісті Вілсон (англ. Alan Christie Wilson; 4 липня 1943 — 3 вересня 1970) — лідер, вокаліст та головний автор музики пісеньв американському блюзовому гурті Canned Heat. Він грав на гітарі і гармоніці, а також написав кілька пісень для групи.

## Ранні роки
Вілсон народився в Бостоні, штат Массачусетс і виріс у передмісті Бостона Арлінгтоні, штат Массачусетс. Він поринув у музику під час навчання в Бостонському університеті і часто виступав на зустрічах фольк-блюзового гуртка Cambridge coffeehouse. Вілсон отримав прізвисько «Сліпа сова» в силу значного ступеня далекозорості, а одного разу, під час виступу на весіллі, він поклав гітару прямо на весільний торт, тому що не побачив його. Як писав у своїй книзі барабанщик Canned Heat, Фіто де ла Парра, "без окулярів Алан буквально не міг впізнати, хто грав на відстані двох футів від нього, настільки «сліпою совою» він був. [джерело?] Вілсон писав статті для газети в Бостоні і вважався одним із провідних експертів щодо попередніх блюзових виконавців. Він був відданим прихильником раннього блюзу, і найбільше на його смаки вплинули Скіп Джеймс, Роберт Джонсон, Сан Хаус, Чарлі Паттон, Томмі Джонсон, Джон Лі Хукер, Мадді Уотерс і Букер Вайт. Джеймс був найвизначнішим персонажем у музичних пошуках Вілсона та його кумиром. Навчаючись у старшій школі, Алан вивчав записи Джеймса за 1931 рік з величезним захопленням. Врешті, натхненний музичними досягненнями Джеймса, Алан удосконалив свій тенор, який став складовою його популярності.

## Canned Heat
У складі гурту Canned Heat Вілсон виступив на двох всесвітньо відомих концертах епохи 1960-х — фестивалі Monterey Pop в 1967 році і одному з найяскравіших фестивалів рок-музики — Вудстоці в 1969 році. Вілсон також написав «On the Road Again (Знову в дорозі)», другу за популярністю пісню Canned Heat.
Вілсон був переконаним захисником природи, любив читати книги з ботаніки та екології. Він часто спав на відкритому повітрі, щоб бути ближчим до природи. У 1969 році він записав пісню «Poor Moon (Бідолашний Місяць)», у якій висловив занепокоєння з приводу можливого забруднення Місяця.
Відомо, що Джон Лі Хукер, один з кумирів Вілсона, заявив, що "Вілсон є найкращим гравцем на гармоніці за всю історію музики".
Стівен Стіллз присвятив Вілсону (а також Джиммі Хендриксу та Дуейну Оллману) пісню «Blues Man» з альбому Manassas .

## Смерть
Вілсон помер у віці 27 років внаслідок передозування барбітуратами.